# همراه با خدایان: دو جهان
همراه با خدایان: دو جهان (انگلیسی: Along with the Gods: The Two Worlds; کره‌ای: 신과함께: 죄와 벌) یک فیلم فانتزی اکشن محصول سال ۲۰۱۷ کره جنوبی به کارگردانی کیم یونگ-هوا و بر پایهٔ مجموعه وب‌تونی به نام همراه با خدایان اثر جو هو-مین است. در این فیلم ها جونگ-وو، چا ته-هیون، جو جی هون و کیم هیانگ-گی به ایفای نقش پرداخته‌اند.
این فیلم به صورت تک فیلم‌برداری شده اما در دو قسمت ارائه شده‌است. قسمت اول همراه با خدایان: دو جهان در ۲۰ دسامبر ۲۰۱۷ منتشر شد.
در ژوئن ۲۰۱۸، اعلام شد که قرار است دو دنبالهٔ دیگر در سال ۲۰۱۹ فیلم‌برداری شود.

## خلاصه داستان
سه راهنما از دنیایی دیگر که مامور شده اند تا یک آتش‌نشان فداکار را که قهرمانانه جان سپرده، به سوی زندگی پس از مرگ راهنمایی کنند...

## بازیگران

### اصلی
- ها جونگ-وو در نقش گانگ-ریم[۵]
- چا ته-هیون در نقش کیم جا-هونگ
- جو جی هون در نقش هه‌وون‌ماک[۶]
- کیم هیانگ-گی در نقش لی دوک-چون